# Mesaphorura rudolfi
Mesaphorura rudolfi is een springstaartensoort uit de familie van de Tullbergiidae. De wetenschappelijke naam van de soort is voor het eerst geldig gepubliceerd in 1987 door Rusek.